# جينيفر إيغان

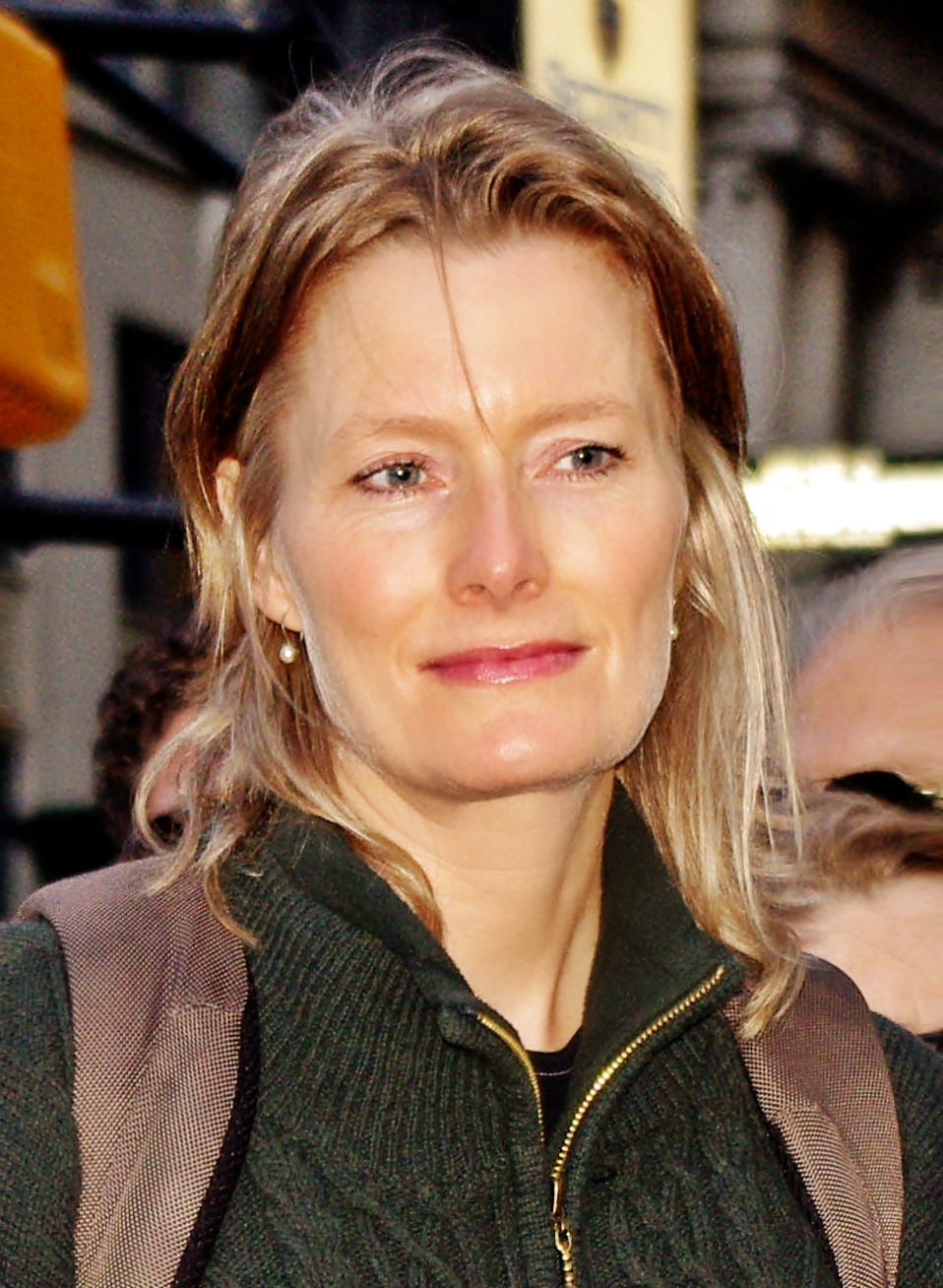
جنيفر إيجان

جنيفر ايجان (Jennifer Egan)، روائية وكاتبة قصص أمريكية من مواليد 6 سبتمبر عام 1962. حائزة على جائزة البولتيرز للأدب لعام 2011 عن روايتها " A Visit From the Goon Squad ".
عاشت في سان فرانسيسكو. بعد تخرجها من ثانوية لويل (Lowell High School) ، التحقت بجامعة بنسلفانيا - قسم الأدب الإنجليزي. تلتها سنتان زمالة في كلية سانت جون ، كامبريدج.
نشرت عدة قصص في مجلة نيويروكر (The New Yorker)، هاربرز (Harper's)، وأماكن أخرى.

## روابط خارجية
- جينيفر إيغان على موقع IMDb (الإنجليزية)
- جينيفر إيغان على موقع الموسوعة البريطانية (الإنجليزية)
- جينيفر إيغان على موقع مونزينجر (الألمانية)
- جينيفر إيغان على موقع إن إن دي بي (الإنجليزية)
- جينيفر إيغان على موقع ديسكوغز (الإنجليزية)
- جينيفر إيغان على موقع قاعدة بيانات الفيلم (الإنجليزية)